# Abelcourt
Abelcourt – miejscowość i gmina we Francji, w regionie Burgundia-Franche-Comté, w departamencie Górna Saona.
Według danych na rok 1990 gminę zamieszkiwały 253 osoby, a gęstość zaludnienia wynosiła 34 osób/km² (wśród 1786 gmin Franche-Comté Abelcourt plasuje się na 495. miejscu pod względem liczby ludności, natomiast pod względem powierzchni na miejscu 609.).